# کلیسای پائوای
کلیسای سنت آگوستین که معمولاً به عنوان کلیسای پائوای شناخته می‌شود، یک کلیسای کاتولیک رومی در منطقه ایلوکوس شمالی فیلیپین است. ساخت این کلیسا در سال ۱۷۱۰ به اتمام رسیده‌است. کلیسای پائوای به دلیل معماری متمایز با پشت بندهای بزرگش در مجاورت ساختمان مشهور است. این کلیسا در سال ۱۹۷۳ توسط دولت فیلیپین و در سال ۱۹۹۳ توسط میراث جهانی یونسکو به عنوان یک گنجینه فرهنگی ملی از کلیساهای باروک فیلیپین ثبت شد.

## تاریخ
اولین سابقه تاریخی این منطقه به سال ۱۵۹۳ برمی گردد، و در سال ۱۶۸۶ به یک کلیسای مستقل تبدیل شد. ساختمان کلیسای در حال حاضر در ۱۶۹۴ آغاز شده و در سال ۱۷۱۰ متوقف شده بود توسط برادر روحانی پدر آنتونیو استاویو در ۱۸۹۶ تکمیل گشت. . برخی از قسمت‌های این کلیسا در زلزله‌های ۱۸۶۵ و ۱۸۸۵ آسیب دید اما بعداً به ابتکار بانوی اول ایملدا مارکوس مرمت شد.

## معماری

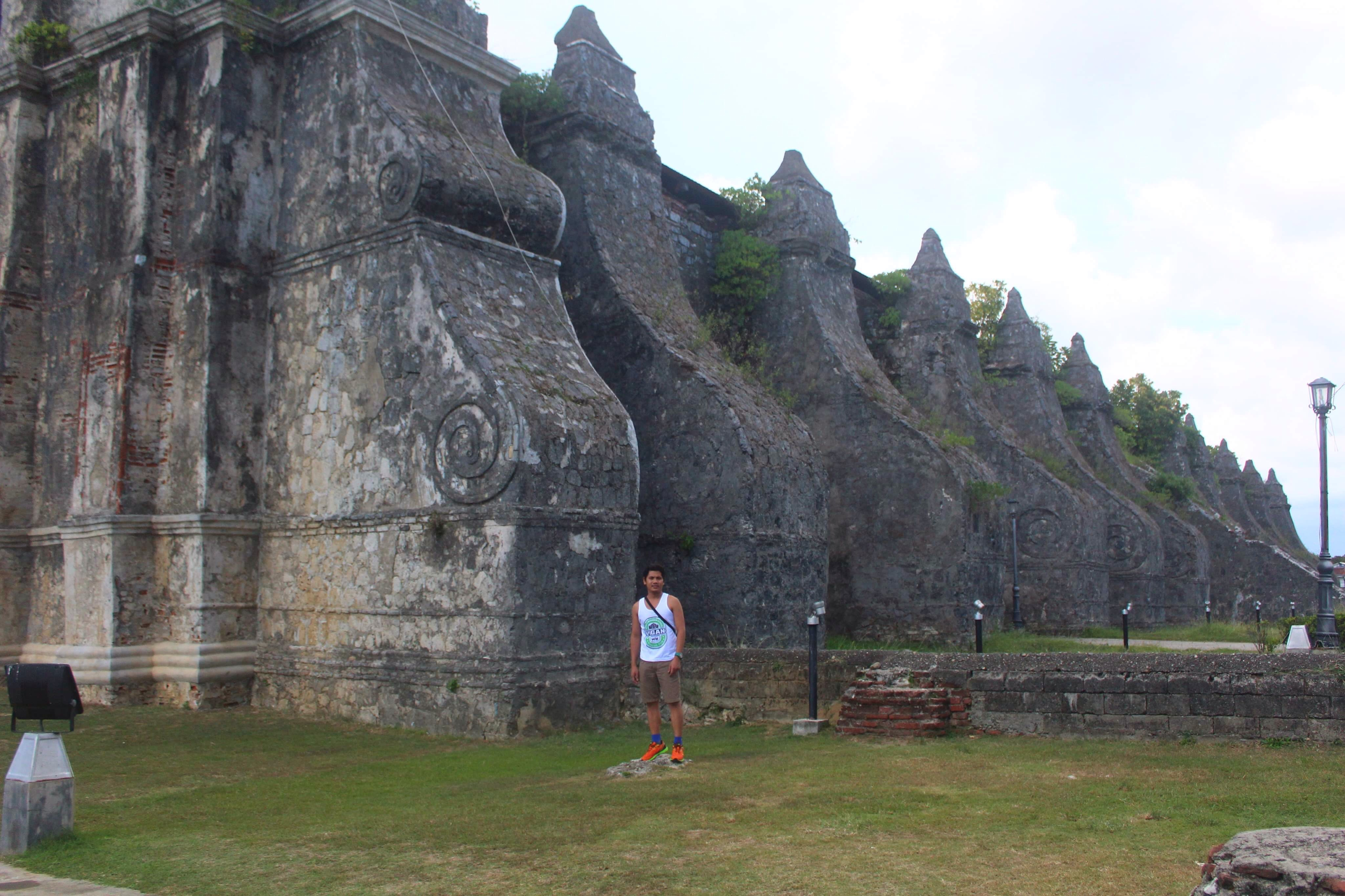
کلیسای تاریخی در کلیسای پائوای

کلیسای پائوآی اولین نمونه فیلیپینی از معماری باروک اسپانیایی است. این نوع از معماری با الگوبرداری از معماری باروک بوده و با توجه به شرایط لرزه‌شناسی کشور تطبیق داده می‌شود. این به دلیل بروز زلزله‌های فراوان در منطقه فیلیپین بود. همچنین در ساختمان اثراتی از سبک معماری جاوه ای نیز مشاهده می‌گردد.

### پشت‌بندها
بارزترین ویژگی کلیسای پائوای ۲۴ پشت‌بند عظیم در حدود ۱٫۶۷ متر (۵٫۵ فوت) ضخامت در کناره‌ها و پشت ساختمان کلیسا است. این پشت بندها احتمالاً برای جلوگیری از تخریب ساختمان توسط زلزله بنا گردیده‌اند.

### دیوارها
دیواره‌های آن از سنگهای مرجانی بزرگ در قسمت تحتانی و از آجر در سطح بالایی ساخته شده‌است. ملات مورد استفاده در کلیسا شامل شن و آهک با عصاره نیشکر است که با برگهای انبه، چرم و کاه برنج جوشانده می‌شود. دیوارهای آن سبک معماری جاوه ای را نشان می‌دهد.

### نما
نمای سنگی به صورت متمایل به جلو ساخته شده‌است. ویژگی‌های معماری گوتیک نیز از طریق استفاده از ریزه کاری‌ها نیز وجود دارد. نما در سطح پایین از آجر و در سطح بالا از سنگ‌های مرجانی ساخته شده‌است.

### برج ناقوس
در مجاورت نما، یک برج ناقوس سه طبقه ساخته شده‌است که جدا از ساختمان کلیسا در سمت راست ساخته شده‌است و شبیه پاگودا می‌باشد. احداث برج ناقوس در سال ۱۷۹۳ آغاز شد. این مرکز به عنوان پایگاه دیدبانی انقلابیون فیلیپینی علیه اسپانیایی‌ها در سال ۱۸۹۸ و چریک‌های فیلیپینی علیه سربازان ژاپنی در طول جنگ جهانی دوم استفاده گردید. این برج همچنین به عنوان نمادی برای محلی‌ها ارزشمند است. در هنگام برگزاری مراسم ازدواج ناقوس این کلیسا به صدا در می‌آید.

## مرمت
چندین پروژه برای مرمت کلیسای پائوای توسط سازمانهای دولتی و غیردولتی تاکنون انجام پذیرفته‌است. دولت محلی ایلوکوس نورته با صدور قطعنامه ای به دنبال بازسازی صومعه کلیسا است که اکنون ویرانه است.
پروژه حفاظت از نمای خارجی کلیسا توسط کمیسیون حفاظت میراث فرهنگی فیلیپین (NHCP) در سه‌ماهه دوم سال ۲۰۱۹ آغاز شد و در ژوئن سال ۲۰۲۰ به پایان رسید. تمرکز این پروژه بر روی نمای سنگی بیرونی ساختمان بود. برای جلوگیری از فرسایش سنگ و از بین رفتن دوغاب آهک، پوشش گیاهی پدید آمده در طی زمان از قسمتهای خارجی حذف شد. تعمیرات اساسی در پلکان برج ناقوس انجام گردید و کل سیستم سقف نیز بازسازی شد. تعمیرات داخلی ساختمان هنوز ادامه دارد و انتظار می‌رود تا پایان سال ۲۰۲۰ به پایان برسد.

## ثبت
طبق فرمان شماره ۲۶۰ ریاست جمهوری فیلیپین، کلیسای پائوآی در سال ۱۹۷۳ توسط دولت فیلیپین به عنوان یک گنجینه فرهنگی ملی شناخته شد. هم چنین این کلیسا به همراه کلیسای سن آگوستین مانیل و چند کلیسای دیگر فیلیپین در ۱۱ دسامبر ۱۹۹۳ به عنوان میراث جهانی یونسکو ثبت شدند.